# Promozione Marche 1985-1986
Nella stagione 1985-1986 la Promozione era sesto livello del calcio italiano (il massimo livello regionale). Qui vi sono le statistiche relative al campionato in Marche.
Il campionato è strutturato in vari gironi all'italiana su base regionale, gestiti dai Comitati Regionali di competenza. Promozioni alla categoria superiore e retrocessioni in quella inferiore non erano sempre omogenee; erano quantificate all'inizio del campionato dal Comitato Regionale secondo le direttive stabilite dalla Lega Nazionale Dilettanti, ma flessibili, in relazione al numero delle società retrocesse dal Campionato Interregionale e perciò, a seconda delle varie situazioni regionali, la fine del campionato poteva avere degli spareggi sia di promozione che di retrocessione.

## Girone A

### Classifica finale
|  | Pos. | Squadra                                                 | Pt | G  | V  | N  | P  | GF | GS | DR  |
|  | ---- | ------------------------------------------------------- | -- | -- | -- | -- | -- | -- | -- | --- |
|  | 1.   | A.S. Cingolana, Cingoli                                 | 43 | 30 | 17 | 9  | 4  | 37 | 14 | +23 |
|  | 2.   | U.S. Castelfrettese, Castelferretti                     | 41 | 30 | 15 | 11 | 4  | 50 | 24 | +26 |
|  | 3.   | Aurora Calcio Latini Jesi, Jesi                         | 38 | 30 | 13 | 12 | 5  | 34 | 20 | +14 |
|  | 4.   | S.S. Audax Calcio Piobbico, Piobbico                    | 36 | 30 | 14 | 8  | 8  | 33 | 23 | +10 |
|  | 5.   | A.S. Biagio Nazzaro, Chiaravalle                        | 33 | 30 | 10 | 13 | 7  | 43 | 29 | +14 |
|  | 6.   | Pol. Cagliese, Cagli                                    | 31 | 30 | 9  | 13 | 8  | 26 | 26 | 0   |
|  | 7.   | U.S. Fermignanese, Fermignano                           | 31 | 30 | 8  | 15 | 7  | 29 | 30 | -1  |
|  | 8.   | S.S. Real Montecchio, Montecchio di S.Angelo in Lizzola | 30 | 30 | 8  | 14 | 8  | 31 | 34 | -3  |
|  | 9.   | Pol. Forsempronese, Fossombrone                         | 29 | 30 | 8  | 13 | 9  | 30 | 23 | +7  |
|  | 10.  | S.S. Durantina, Urbania                                 | 29 | 30 | 10 | 9  | 11 | 29 | 25 | +4  |
|  | 11.  | S.S. Cerreto, Cerreto d'Esi                             | 28 | 30 | 8  | 12 | 10 | 27 | 34 | -7  |
|  | 12.  | Pol. Avis Sassocorvaro, Sassocorvaro                    | 26 | 30 | 7  | 12 | 11 | 30 | 34 | -4  |
|  | 13.  | Pol. Mondolfese Sez. Calcio, Mondolfo                   | 23 | 30 | 6  | 11 | 13 | 21 | 30 | -9  |
|  | 14.  | U.S. Pergolese, Pergola                                 | 22 | 30 | 6  | 10 | 14 | 17 | 40 | -23 |
|  | 15.  | U.S. Calcinelli, Calcinelli di Saltara                  | 20 | 30 | 5  | 10 | 15 | 23 | 46 | -23 |
|  | 16.  | A.P. Agugliano, Agugliano                               | 20 | 30 | 5  | 10 | 15 | 15 | 43 | -28 |

- Cingolana ammesso allo spareggio promozione

## Girone B

### Classifica finale
|  | Pos. | Squadra                                 | Pt | G  | V  | N  | P  | GF | GS | DR  |
|  | ---- | --------------------------------------- | -- | -- | -- | -- | -- | -- | -- | --- |
|  | 1.   | A.C. Sangiustese, Monte San Giusto      | 45 | 30 | 18 | 9  | 3  | 43 | 17 | +26 |
|  | 2.   | Montegranaro Calcio, Montegranaro       | 45 | 30 | 18 | 9  | 3  | 35 | 15 | +20 |
|  | 3.   | U.S. Sangiorgese, Porto San Giorgio     | 39 | 30 | 14 | 11 | 5  | 31 | 20 | +11 |
|  | 4.   | U.S. Appignanese, Appignano             | 36 | 30 | 13 | 10 | 7  | 51 | 29 | +22 |
|  | 5.   | U.S. Trodica, Morrovalle Scalo          | 31 | 30 | 12 | 7  | 11 | 31 | 27 | +4  |
|  | 6.   | S.S. Settempeda, San Severino Marche    | 30 | 30 | 9  | 12 | 9  | 34 | 30 | +4  |
|  | 7.   | Pol. E. Niccolai Corridonia, Corridonia | 28 | 30 | 10 | 8  | 12 | 38 | 40 | -2  |
|  | 8.   | S.S. Potenza Picena                     | 27 | 30 | 7  | 13 | 10 | 29 | 34 | -5  |
|  | 9.   | A.S. Elettrocarbonium, Ascoli Piceno    | 26 | 30 | 8  | 10 | 12 | 36 | 41 | -5  |
|  | 10.  | Pol. Grottese, Grottazzolina            | 26 | 30 | 6  | 14 | 10 | 27 | 34 | -7  |
|  | 11.  | U.S. Comunanza, Comunanza               | 26 | 30 | 6  | 14 | 10 | 25 | 30 | -5  |
|  | 12.  | U.S. Filottranese, Filottrano           | 26 | 30 | 7  | 12 | 11 | 22 | 33 | -11 |
|  | 13.  | U.S. Cascinare, Sant'Elpidio a Mare     | 26 | 30 | 8  | 10 | 12 | 27 | 35 | -8  |
|  | 14.  | U.S. Recanatese, Recanati               | 24 | 30 | 7  | 10 | 13 | 23 | 33 | -10 |
|  | 15.  | U.S. Loreto Calcio, Loreto              | 22 | 30 | 5  | 12 | 13 | 33 | 44 | -11 |
|  | 16.  | S.P. Elpidiense, Sant'Elpidio a Mare    | 21 | 30 | 6  | 9  | 15 | 25 | 48 | -23 |

### Spareggio 1.posto
Sangiustese-Montegranaro 1-0 (a Civitanova Marche)

### Spareggio promozione
Cingolana-Sangiustese 2-1 (a Falconara Marittima)